# Dick Turpin, bandit gentilhomme
Pour la série télévisée, voir Dick le rebelle.
Pour plus de détails, voir Fiche technique et Distribution.
Dick Turpin, bandit gentilhomme (Dick Turpin's Ride) est un film américain en noir et blanc réalisé par Ralph Murphy, sorti en 1951.

## Synopsis
Dans l'Angleterre du XVIIIe siècle, la vie du bandit de grand chemin Dick Turpin.

## Fiche technique
- Titre français : Dick Turpin, bandit gentilhomme
- Titre original : Dick Turpin's Ride
- Réalisation : Ralph Murphy
- Scénario : Robert Libott, Frank Burt (scénario), Jack DeWitt, Duncan Renaldo (histoire), d'après Dick Turpin's Ride, poème d'Alfred Noyes
- Producteur : Harry Joe Brown
- Société de distribution : Columbia Pictures
- Musique : George Duning
- Photographie : Henry Freulich, Harry Waxman
- Montage : Gene Havlick
- Pays d'origine : États-Unis
- Genre : Biographie, Aventures
- Format : Noir et blanc - Aspect Ratio: 1.37:1 - Son : Mono (Western Electric Recording)
- Durée : 79 min
- Dates de sortie : 
  -  États-Unis : 13 août 1951
  -  France : 21 décembre 1951

## Distribution
- Louis Hayward : Dick Turpin
- Patricia Medina : Joyce Greene
- Suzanne Dalbert : Cecile
- Tom Tully : Tom King
- John Williams : Archbald Puffin
- Malú Gatica : Baronne Margaret
- Alan Mowbray : Lord Charles Willoughby
- Lumsden Hare : Sir Robert Walpole
- Barbara Brown : Lady Greene
- Malcolm Keen : Sir Thomas de Veil
- Stapleton Kent : John Ratchett
- Sheldon Jett : Ramsey Jostin

## Crédit d'auteurs
- (en) Cet article est partiellement ou en totalité issu de l’article de Wikipédia en anglais intitulé « Dick Turpin's Ride » (voir la liste des auteurs).